# Gare de Velletri
La gare de Velletri (en italien : Stazione di Velletri) est une gare ferroviaire de la ligne de Rome à Velletri (it). Elle est située à Velletri, ville qui fait partie de la Ville métropolitaine de Rome Capitale dans la région du Latium en Italie.

## Histoire
Le 15 décembre 1948, la traction électrique est activée, avec une ligne aérienne d'une tension de 3000 V.
Le 7 septembre 1980, le pape Jean-Paul II visite la station, qui avait été mise en service cent vingt ans plus tôt par son prédécesseur Pie IX.

## Service des voyageurs

### Accueil
La gare, classée dans la catégorie Silver par RFI dispose des équipements suivants :
- Billetterie automatique
- Salle d'attente
- Toilettes
- Bar

### Desserte
- Arrêt de bus COTRAV et COTRAL
- Station de taxis